# Jens Grahl
Jens Grahl (sinh ngày 22 tháng 9 năm 1988) là một cầu thủ bóng đá người Đức thi đấu ở vị trí thủ môn cho câu lạc bộ Eintracht Frankfurt tại Giải bóng đá vô địch quốc gia Đức.